# Phare de Pacific Reef
Le phare de Pacific Reef (en anglais : Pacific Reef Light), est un phare situé à environ 5 km au sud-est d'Elliott Key,  sur Pacific Reef (en) dans le parc national de Biscayne, dans le comté de Monroe en Floride.

## Histoire
Ce phare non habité et automatisé, mis en service en 1921, signale un danger local. Il a remplacé un bateau-phare établi sur ce site en 1838 par l'United States Coast Guard.
C'est une tourelle métallique blanche à deux étages à claire-voie sur pilotis avec une lanterne sommitale qui a été retirée en 2000 et remplacée par une balise moderne. Il émet, à une hauteur focale de 13,5 m, un éclat blanc  par période de 4 secondes. Sa portée n'est pas connue.

Identifiant : ARLHS : USA-576 ; USCG : 3-0935- Admiralty : J2968 .

### Lien connexe
- Liste des phares en Floride